# Przysietnicki Potok
Przysietnicki Potok (Przysietnica) – potok, lewobrzeżny dopływ Popradu o długości 10,15 km.
Źródła potoku znajdują się na wysokości 800–900 m n.p.m. na stokach Zgrzypów (1124 m n.p.m.), Jaworzyny (1128 m n.p.m.) i Wietrznych Dziur (1036 m n.p.m.) w Paśmie Radziejowej Beskidu Sądeckiego.
Początkowo potok płynie w kierunku północnym, po 3 km zmienia kierunek na wschodni, zbierając wody mniejszych potoków (głównie z prawej strony). Przez następne 5 kilometrów płynie przez wieś Przysietnica i uchodzi do Popradu w Barcicach na wysokości 325 m n.p.m.
Na Przysietnickim Potoku w przeszłości budowano młyny w Przysietnicy, natomiast niedaleko od ujścia do Popradu znajdował się młyn barcicki, którego koło młyńskie napędzane było wodą z tego potoku, doprowadzoną specjalnym przekopem.